# Диасамидзе, Давид Дурсунович
Давид Дурсунович Диасамидзе — советский хозяйственный, государственный и политический деятель.

## Биография
Родился в 1925 году в Аджарской АССР. Член КПСС с 1946 года.
С 1947 года — на хозяйственной, общественной и политической работе. В 1947—1990 гг. — секретарь Аджарского обкома комсомола, инструктор отдела, заместитель заведующего отделом, заведующий Домом политпросвещения, руководитель лекторской группы, заведующий отделом, секретарь Аджарского обкома КП Грузии, Председатель Президиума Верховного Совета Аджарской АССР.
Избирался депутатом Верховного Совета Грузинской ССР 7-11-го созывов.
Жил в Грузии.